# Geert Eijgelaar
Geert Frederik Eijgelaar (Leeuwarden, 22 augustus 1927 – aldaar, 3 april 2022) was een Nederlands politicus van de ARP en later het CDA.
Hij heeft mts gedaan en gaf daarna leiding aan een coöperatieve middenstandsvereniging voor hij in september 1974 een handelsagentschap en grossierderij oprichtte. Daarnaast was hij actief in de lokale politiek. Zo kwam hij in 1970 in de gemeenteraad van Leeuwarden en was hij daar vanaf 1974 wethouder. In augustus 1981 werd Eijgelaar waarnemend burgemeester van Hennaarderadeel dat op 1 januari 1984 opging in de gemeente Littenseradeel. In april 1984 volgde zijn benoeming tot burgemeester van Lemsterland wat hij tot zijn pensionering in september 1992 zou blijven.
In 1991 werd Eijgelaar voorgedragen als Ridder in de Orde van Oranje-Nassau, hij weigerde echter de onderscheiding omdat de voordracht gedaan werd op basis van zijn ambtstermijn.